# Dušan Kožíšek
Dušan Kožíšek (* 25. dubna 1983 Jilemnice) je český trenér a bývalý běžec na lyžích. Mezi jeho největší sportovní úspěchy patří bronzová medaile ve sprintu dvojic z Mistrovství světa 2005 v Oberstdorfu, kterou získal společně s Martinem Koukalem, a bronzová medaile z téže disciplíny z Mistrovství světa 2007 v Sapporu, kterou získal společně s Milanem Šperlem.
Startoval také na Zimních olympijských hrách 2006, 2010 a 2014, jeho nejlepším výsledkem bylo šesté místo ve sprintu dvojic ve Vancouveru 2010 (s Martinem Koukalem).
V dubnu 2018 oznámil ukončení své sportovní kariéry. V letech 2018–2022 působil jako asistent trenéra české reprezentace v běžeckém lyžování Vasila Husáka.
Od roku 2022 pracuje ve vývoji běžeckých lyží pro společnost Kästle Ski v Novém Městě na Moravě.